# Christian Binder
Christian Binder (Viena, 13 de noviembre de 1962) es un deportista austríaco que compitió en vela en la clase Soling. Ganó tres medallas en el Campeonato Europeo de Soling entre los años 1996 y 2016.

## Palmarés internacional
| \| Campeonato Europeo \| Campeonato Europeo \| Campeonato Europeo \| Campeonato Europeo \| \| Año \| Lugar \| Medalla \| Clase \| \| ------------------ \| ------------------ \| ------------------ \| ------------------ \| \| 1996 \| Balatón (Hungría) \| Medalla de plata \| Soling \| \| 2001 \| Attersee (Austria) \| Medalla de oro \| Soling \| \| 2016 \| Traunsee (Austria) \| Medalla de oro \| Soling \| |                    |                  |        |
| Campeonato Europeo |                    |                  |        |
| Año | Lugar              | Medalla          | Clase  |
| 1996 | Balatón (Hungría)  | Medalla de plata | Soling |
| 2001 | Attersee (Austria) | Medalla de oro   | Soling |
| 2016 | Traunsee (Austria) | Medalla de oro   | Soling |